# Le Chercheur de truffes
Pour plus de détails, voir Fiche technique et Distribution.
Le Chercheur de truffes est un film muet français réalisé par Georges Denola, sorti en 1912.

## Fiche technique
- Titre : Le Chercheur de truffes
- Réalisation : Georges Denola
- Scénario : René Chavance
- Photographie :
- Montage :
- Producteur :
- Société de production : Société cinématographique des auteurs et gens de lettres (S.C.A.G.L)
- Société de distribution :  Pathé Frères
- Pays d'origine :  France
- Langue : film muet avec les intertitres en français
- Format : Noir et blanc — 35 mm — 1,33:1 — Muet
- Genre : Comédie
- Métrage :
- Durée :
- Date de sortie :
  -  France : 1912

## Distribution
- Paul Landrin
- Charles Lorrain
- Marguerite Lavigne
- Cécile Barré